# No Risk, No Gain
Série
Casino Raiders
(1989) Casino Raiders 2
(1991)
Pour plus de détails, voir Fiche technique et Distribution.
No Risk, No Gain (至尊計狀元才, Zhi zun ji zhuang yuan cai) est une comédie hongkongaise réalisée par Jimmy Heung et Taylor Wong et sortie en 1990 à Hong Kong. C'est la suite de Casino Raiders, bien que les acteurs incarnent maintenant de nouveaux personnages.
Elle totalise 19 078 746 HK$ au box-office, bien moins que son prédécesseur.

## Synopsis
Cheung San-ho (Chen Song-young) attend Ray (Alan Tam) à Macao pour l'affronter aux cartes. De retour à Hong Kong depuis les États-Unis à la recherche de son cousin, celui-ci est escroqué par les arnaqueurs Big Dee (Andy Lau) et Leslie Mo (Natalis Chan), qui prennent son argent et sa carte VIP (une pièce d'identité fournie par Cheung à Ray). Leslie se fait alors passer pour Ray et Big Dee pour son garde du corps et se rendent à Macao pour jouer. Peu après, Ray les rattrape mais décide alors de laisser Leslie se faire passer pour lui. Deux inconnus, Yeung Sing (Anthony Wong) et Yeung Chun (Tien Feng), planifient d'assassiner les trois, puis d'enlever Cheung. Lorsque Yeung Sing appelle ses trois hommes de main pour les tuer, Yeung Chun et Cheung arrivent et Chun tue Sing. Cheung s'excuse auprès de Ray pour cet incident, tandis que ce-dernier suggère à Big Dee et à Leslie de prendre part à la partie de cartes, ce que Cheung accepte. Lors du dernier tour, la rivalité entre Cheung et Ray permet à Big Dee de récolter la mise avec une petite carte et de devenir le grand gagnant. Mais après la partie, Yeung Chun révèle son véritable objectif : il voulait prendre la place de son patron, Cheung, et engager Big Fool (Shing Fui-on) pour le tuer, mais ce-dernier n'a pas suivi les ordres de Chun, car il est en fait un ami de longue date de Ray. En fin de compte, Yeung Chun est puni. Après cela, Ray retourne aux États-Unis tandis que Big Dee conclut un accord avec lui : dans un an, il battra à nouveau Ray à la table de jeu.

## Fiche technique
- Titre original : 至尊計狀元才
- Titre international : No Risk, No Gain
- Réalisation : Jimmy Heung et Taylor Wong
- Scénario : Wong Jing
- Photographie : David Chung
- Montage : Robert Choi
- Musique : Lowell Lo et Sherman Chow
- Production : Wong Jing
- Société de production : Win's Movie Production
- Société de distribution : Newport Entertainment
- Pays d'origine :  Hong Kong
- Langue originale : cantonais, mandarin et anglais
- Format : couleur
- Genre : comédie
- Durée : 108 minutes
- Dates de sortie :
  - Hong Kong : 5 avril 1990

## Distribution
- Alan Tam : Ray
- Andy Lau : Big Dee
- Natalis Chan : Leslie Mau / Snake
- Chen Song-young : Cheung San-ho
- Michelle Reis : Winnie
- May Lo (en) : Jane Tsang
- Christine Ng (en) : Maureen
- Shing Fui-on : Big Fool
- Anthony Wong : Yeung Sing
- Cutie Mui (en) : la fille sexy (caméo)
- Tien Feng : Yeung Chun
- Gan Tat-wah : le cow-boy
- Benz Kong : le joueur en prison
- San Kuai : l'un des hommes de Sing
- Paul Wong : l'un des hommes de Sing
- Ho Kwok-wah : l'un des hommes de Sing
- Chow Chi-hung : l'un des hommes de Sing
- Ridley Tsui : l'un des hommes de Sing
- Lee Hang : l'un des hommes de Sing
- Wan Seung-lam : l'un des hommes de Sing
- Kong Lung : le garde du corps de Sing
- So Wai-nam : le gangster pourchassant Leslie
- Gan Seung-yuk : un joueur de la partie
- Law Shu-kei : un joueur de la partie
- Chang Seng-kwong : le faux policier
- Ernest Mauser : un spectateur de la partie
- Fung Man-kwong : l'un des hommes de Ho